# 동해안대교
동해안대교(東海岸大橋) 또는 영일만대교(迎日灣大橋)는 경상북도 포항시 남구 오천읍 문충리에서 북구 흥해읍 곡강리까지 이어지는 총 연장 9km 길이의 교량이다. 영일만을 횡단하기 위한 목적으로 건설된다. 그러나, 포항신항을 입·출항하는 선박이 최대 30만t급 규모여서 항해에 지장을 주지 않으려면 다리와 다리 간 간격이 1.5 km, 다리 높이는 70m 이상 확보가 예상되어 엄청난 공사비가 투입되기 때문에 경제성이 낮다는 이유로 아직 계획 단계에만 머물러 있었다. 포항신항에 주둔해 있는 해군이 일정 구간에 대해서 터널화를 요구해 왔으나, 2016년 4월 포항신항에서 영일만항으로 이전하는 것을 긍정적으로 검토하고 있었으나, 2025년 기재부가 건설 예산 전액을 삭감하면서 모든 사업이 백지화될 위기에 놓였다.